# إليزابيث هيرش فلايشر
إليزابيث هيرش فلايشر (بالإنجليزية: Elizabeth Hirsh Fleisher)‏ هي مهندسة معمارية أمريكية، ولدت في 28 أغسطس 1892 في فيلادلفيا في الولايات المتحدة، وتوفي بنفس المكان في 8 يونيو 1975.